# Інділа
Аділа Седрая (фр. Adila Sedraïa), відоміша як Інділа (фр. Indila) (нар. 26 червня 1984, Париж, Франція) — французька співачка і авторка пісень.
Станом на 25 травня 2014, її альбом «Mini World» протягом 12 тижнів входив до першої трійки у французькому хіт-параді (з них — 3 тижні на першому місці)
Пісня «Dernière danse», що вийшла в грудні 2013 досягла у Франції 2-го місця у рейтингу Французької національної профспілки виробників фонограм. Її наступний сингл «Tourner dans le vide» увійшов до десятки французького рейтингу.

## Біографія
Аділа Седрая народилася 26 червня 1984 року в Парижі (Франція). Має індійське, алжирське, камбоджійське і єгипетське коріння. Інділа каже, що її сценічне ім'я походить від любові до Індії.
До початку своєї співочої кар'єри вона працювала екскурсоводом у Marché international de Rungis. Співачка стверджує, що найбільший вплив на її становлення справила творчість Енріко Масіаса, Майкла Джексона, Ісмаель Ло, Варди Аль-Джазаїрії, Лати Мангешкар.
Зустріч Інділи з музичним продюсером Скальповичем дозволила їй налагодити співпрацю з кількома французькими реперами. Інділа розпочала свою музичну кар'єру приблизно в 2009 році, надавши вокал для «Invitaation» Vitaa, «Trinité» L'Algérino, «Thug Mariage» Rohff, «Hiro» Сопрано, і створивши «J'ai besoin d'y croire», яку виконав Admiral T. пісня «Hiro» була результатом її першого успішного співробітництва: пісня посіла 26-го місце в чартах Франції.
У листопаді 2013 року Інділа випустила свій перший сингл — «Останній танець»  (Dernière danse). Він увійшов до першої десятки французьких чартів 4 січня 2014 року і досяг 2-го місця 18 січня, де залишався до 22 березня. Пісня залишалася в топ-200 у Франції до квітня 2015 року, в цілому 77 тижнів в топ-200. Вона також мала успіх за межами Франції; до кінця лютого 2014 року Dernière danse стала піснею номер один на iTunes в Греції і Румунії, а також піснею номер два на iTunes в Туреччині. Відео для Dernière danse, випущене 4 грудня 2013 року, отримало 100 мільйонів переглядів на YouTube 30 липня 2014 року і має 700 мільйонів переглядів станом на 7 січня 2021 року.
У лютому 2014 року Інділа випустила свій перший альбом Mini World, який був спродюсований компанією Skalp. Крім Dernière danse, два інших сингли з альбому досягли топ-20 в чартах Франції: Tourner dans le vide ( "Танець в порожнечі"), який досяг 13-го місця, і S.O.S, який досяг 8-го місця. Альбом був найбільш продаваним альбомом у Франції, у тиждень його дебюту і залишався в топ-10 найбільш продаваних альбомів до 11 жовтня. Лімітована CD / DVD версія Mini World була випущена в листопаді 2014 року зі двома новими піснями: оркестрові версії Tourner dans le vide і Love story, акустична версія S.O.S та відеозаписи живих виступів кількох треків з альбому. Другий обмежений випуск Mini World в лютому 2015 містив десять треків з оригінального релізу, дві нові пісні з першого обмеженого випуску і ще одну нову пісню. Mini World отримав успіх як у Франції, де він став третім найбільш продаваним альбомом 2014 року, так і за межами країни, де він був бестселером 2014 року в Польщі та Бельгії.
У жовтні 2014 року Інділа отримала музичну премію MTV Europe Music Award, як найкраща французька виконавиця 2014 року. Вона виграла премію "Кращий новий альбом року" (за Mini World) на 30-му Victoires de la Musique в лютому 2015 року. Інділа була однією з десяти виконавців, які отримали премію European Border Breakers Award в 2015 році.
23 серпня 2019 року Інділа повернулася зі своєю новою піснею "Parle à ta tête" ("Поговори з головою"). 14 листопада 2019 року було випущено музичний кліп на пісню "Parle à ta tête".
Інділа співпрацює з іншими французькими музикантами, такими як Nessbeal, Rohff, TLF, Soprano і Youssoupha, також вона є співавтором або окремо пише для таких виконавців, як Метт Покора, Admiral T, DJ Abdel і Axel Tony.

## Дискографія

### Альбоми
| Альбом                                                                             | Місця в чартах | Місця в чартах | Місця в чартах | Місця в чартах | Місця в чартах |
| Альбом                                                                             | FR             | BEL (Vl)       | BEL (Wa)       | GER            | SWI            |
| ---------------------------------------------------------------------------------- | -------------- | -------------- | -------------- | -------------- | -------------- |
| Mini World - Дата релізу: 24 лютого 2014 - Лейбл звукозапису: Capitol Music France | 1              | 16             | 1              | 32             | 11             |

### Сингли
| Рік  | Сингл                  | Чарти | Чарти | Чарти    | Чарти    | Чарти | Чарти | Чарти | Чарти | Чарти | Альбом     |
| Рік  | Сингл                  | FR    | AUT   | BEL (Vl) | BEL (Wa) | GER   | SWI   | Гре   | Ізр   | Тур   | Альбом     |
| ---- | ---------------------- | ----- | ----- | -------- | -------- | ----- | ----- | ----- | ----- | ----- | ---------- |
| 2013 | «Dernière danse»       | 2     | 72    | 5        | 2        | 47    | 15    | 1     | 1     | 1     | Mini World |
| 2014 | «Tourner dans le vide» | 13    | —     | —        | 24       | —     | —     | —     | —     | —     | Mini World |

### Інші пісні в чартах
| Рік  | Пісня                  | Місце в чарті | Альбом     |
| Рік  | Пісня                  | Франція       | Альбом     |
| ---- | ---------------------- | ------------- | ---------- |
| 2014 | «Love story»           | 73            | Mini World |
| 2014 | «S. O. S»              | 81            | Mini World |
| 2014 | «Tu ne el entends pas» | 116           | Mini World |
| 2014 | «Boîte en argent»      | 121           | Mini World |
| 2014 | «Mini World»           | 136           | Mini World |
| 2014 | «Run Run»              | 137           | Mini World |
| 2014 | «Ego»                  | 149           | Mini World |
| 2014 | «Comme un bateau»      | 153           | Mini World |

### Як співавторка
| Рік  | Сингл                                        | Місце в чарті | Місце в чарті | Місце в чарті | Альбом      |
| Рік  | Сингл                                        | FR            | BEL (Wa)      | SWI           | Альбом      |
| ---- | -------------------------------------------- | ------------- | ------------- | ------------- | ----------- |
| 2010 | «Criminel» (TLF feat. Indila)                | —             | —             | —             | Renaissance |
| 2010 | «Poussière ' empire» (Nessbeal feat. Indila) | —             | —             | —             | NE2S        |
| 2010 | «Hiro» (Soprano feat. Indila)                | 26            | 27            | —             | La colombe  |
| 2011 | «Thug Mariage» (Rohff feat. Indila)          | —             | —             | —             | La cuenta   |
| 2012 | «Dreamin'» (Youssoupha feat. Indila)         | 14            | 8* (Ultratip) | 65            | Noir désir  |

## Автори текстів
- 2010: «Poussière ' empire» by Nessbeal feat. Indila
- 2010: "J'ai besoin d y croire by Admiral T feat. Awa Imani
- 2010: «Thug mariage» by Rohff feat. Indila
- 2011: «Bye Bye Sonyé» by DJ Abdel feat. Indila
- 2012: «Avec toi» by Axel Tony featuring Tunisiano (credited as Adila Serdaia)
- 2012: "Plus haut by M. Pokora
- 2012: «Plus jamais» by Sultan
- 2012: «Dreamin'» by Youssoupha feat. Indila & Skalpovitch
- 2013: «Ma reine» by Axel Tony feat. Admiral T
- 2013: «Dernière Danse» by Indila
- 2014: «Tourner dans le vide» by Indila
- 2019: «Parle à ta tête» by Indila